# Chris Wood (Jazzbassist)

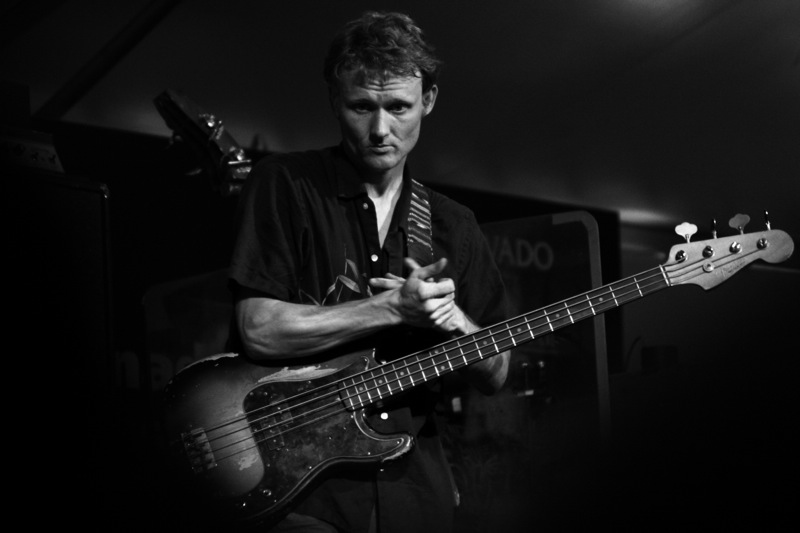
Chris Wood (2007)

Christopher Barry Wood (* 25. November 1969 in Pasadena, Kalifornien) ist ein US-amerikanischer Musiker. Er ist Bassist/Kontrabassist des US-amerikanischen Jazztrios Medeski, Martin & Wood.

## Leben
Chris Wood studiert in Boulder, Colorado, Komposition, Jazz und Bass. Ab 1989 besucht er das „Neu-England Konservatorium für Musik“ in Boston, wo er unter anderem mit Dave Holland, Geri Allen und Bob Moses studiert. Auf einer gemeinsamen Tour durch Israel im Jahr 1990 macht Bob Moses John Medeski und Wood miteinander bekannt.
1991 geht er nach New York, wo er in diversen Free-Jazz- und Rockbands spielt (unter anderem mit Marc Ribot, Elliott Sharp, Ned Rothenberg, John Zorn oder Samm Bennett in seiner Band „Chunk“). Im selben Jahr gründet er gemeinsam mit John Medeski und Billy Martin das Jazztrio Medeski, Martin & Wood.
Neben seiner Stammband spielt Wood auch in Marc Ribots Radical Jewish Culture-Band „Shrek“ sowie bei den Wood Brothers, einem Blues/Folk-Projekt mit seinem Bruder Oliver Wood und bei Karl Denson. Das 2006 erschienene Debütalbum Ways Not To Lose, produziert von John Medeski, wird von Blue Note Records veröffentlicht.